# Conradí de Sicília
Conradí de Sicília, Conradí el Jove o Conrad V (castell de Wolfstein, Baviera 1252 - Nàpols 1268), duc de Suàbia, rei titular de Jerusalem i rei de Sicília (1254-1258).

## Orígens familiars
Nascut el 25 de març de 1252 fou l'únic fill legítim de Conrad IV d'Alemanya, i Elisabet de Baviera. Per línia materna era net del duc de Baviera Otó II de Wittelsbach
A la mort del seu pare el 1254 el seu oncle Lluís II de Baviera fou el seu tutor, cosa que li permeté retenir el títol de duc de Suàbia. Al Regne de Sicília, la seva infantesa va permetre al germanastre del seu pare Manfred I de Sicília que exercís la regència del regne, però desenvolupant plans per usurpar-li el tron a Conradí.
Des de la seva infantesa el Papa Innocenci IV va perseguir Conradí amb el mateix odi que havia perseguit el seu avi Frederic II, emperador romanogermànic, procurant concedir el regne de Sicília a un príncep estranger. El successor del Summe Pontífex, Alexandre IV, va continuar la mateixa política i va oferir les terres imperials de la Dinastia Hohenstaufen al rei de Castella Alfons X i va prohibir l'elecció de Conradí com a rei dels Romans.

## La corona siciliana
Per la seva joventut, Conradí cedí la regència de Sicília al seu oncle Manfred I de Sicília el 1254, restant Conradí en terres alemanyes. Manfred, amb ganes d'aconseguir el tron sicilià, escampà el 1258 entre el poble sicilià la falsa notícia que Conradí havia mort. El poble sicilià acceptà el nou rei i l'aclamà públicament. Els güelfs de Florència reclamaren la presència de Conradí al sud de la península per reclamar els seus drets, però el seu oncle Lluís II de Baviera refusà la invitació i Manfred aconseguí plàcidament la corona.
El 1262 Conradí va prendre possessió com a duc de Suàbia. El 1266 el nou Papa Climent IV reclamà l'ajuda de Carles I d'Anjou, germà del rei Lluís IX de França, per fer front al poder de Manfred I a Sicília, essent coronat rei de Sicília el 28 de juny i Conradí i Manfred foren desposseïts formalment dels seus drets. Les tropes franceses arribaren a Sicília i per la batalla de Benevent derrotà i matà el rei sicilià, convertint-se el duc d'Anjou en el nou rei de Sicília.
La derrota de Manfred alegrà molt a Conradí, i veié la possibilitat de recuperar el seu tron. Consolidant les seves forces va marxar vers Lucera i el 23 d'agost de 1268 amb un exèrcit multinacional de tropes italianes, castellanes, romanes, musulmanes i alemanyes van enfrontar-se a les tropes franceses del nou rei a la batalla de Tagliacozzo. La impaciència dels soldats de Conradí per saquejar un camp enemic, després d'un assalt victoriós, va donar la victòria final al bàndol del duc d'Anjou. Conradí escapà cap a Roma però en un nou intent de retornar a l'illa de Sicília fou capturat per Carles d'Anjou, tancat en un castell de Nàpols i decapitat el 29 d'octubre d'aquell any.
Amb la mort de Conradí als setze anys, la línia legítima dels Hohenstaufen s'extingí. El títol de rei titular de Jerusalem passà a la línia successòria de la segona filla de la seva rebesàvia Isabel I de Jerusalem, Alícia de Champagne, obrint-se un període de conflictes hereditaris entre la dinastia Briene i la dinastia Lusignan. El regne de Sicília continuà en mans de Carles I d'Anjou, però mitjançant les Vespres Sicilianes de 1282 els hereus catalans de Manfred I de Sicília (la seva filla Constança estava casada amb el rei Pere el Gran d'Aragó) aconseguiran conservar la part insular del Regne de Sicília.